# M/S Princess of Norway
M/S Princess Seaways är den senaste kryssningsfärjan i det danska rederiet DFDS Seaways flotta. Tidigare, mellan åren 2003-2006 trafikerade hon för Fjord Line på rutterna Bergen-Haugesund-Egersund-Hanstholm (2003-2005) och Bergen-Stavanger-Newcastle (2005-2006) under namnet Fjord Norway.
Den 6 september 2006 såldes fartyget till DFDS, som fortsatte att trafikera med fartyget på samma rutt (Bergen-Stavanger-Newcastle). Den 12 oktober 2006 gick hon sin sista resa för Fjord Line, varefter hon genomgick en liten ombyggnad, samt ommålning, innan hon började trafikera igen den 9 november 2006.
Från den 29 maj 2007 trafikerar fartyget linjen Ĳmuiden-Newcastle